# خوان هيريديا مورينو
خوان هيريديا مورينو (بالإسبانية: Juan Heredia Moreno)‏ هو لاعب كرة قدم إسباني في مركز حراسة المرمى، ولد في 24 أبريل 1942 في المدور في إسبانيا، وتوفي في 8 أكتوبر 2018. لعب مع ريال مايوركا.